# Lijst van Israëlische Nobelprijswinnaars

Schets van de Nobelprijsmedaille

Deze lijst van Israëlische Nobelprijswinnaars bestaat uit twee delen:
1. Israëlische winnaars van formele Nobelprijzen (12): wetenschappers die een opmerkelijke prestatie hebben geleverd op het gebied van de Natuurkunde (0), Scheikunde (6), Fysiologie of Geneeskunde (0), Literatuur (1), bevordering en behoud van de Vrede (3) en Economische wetenschappen (2) (de laatste twee prijzen hebben een bijzondere status).
2. Winnaars van soortgelijke prijzen (3), in categorieën die aan de Nobelprijs ontbreken: De Turing Award voor de Informatica, genoemd naar de Britse wiskundige Alan Turing (3) en de Abelprijs voor de Wiskunde, naar de Noorse wiskundige Niels Henrik Abel (0).

## Israëlische Nobelprijswinnaars

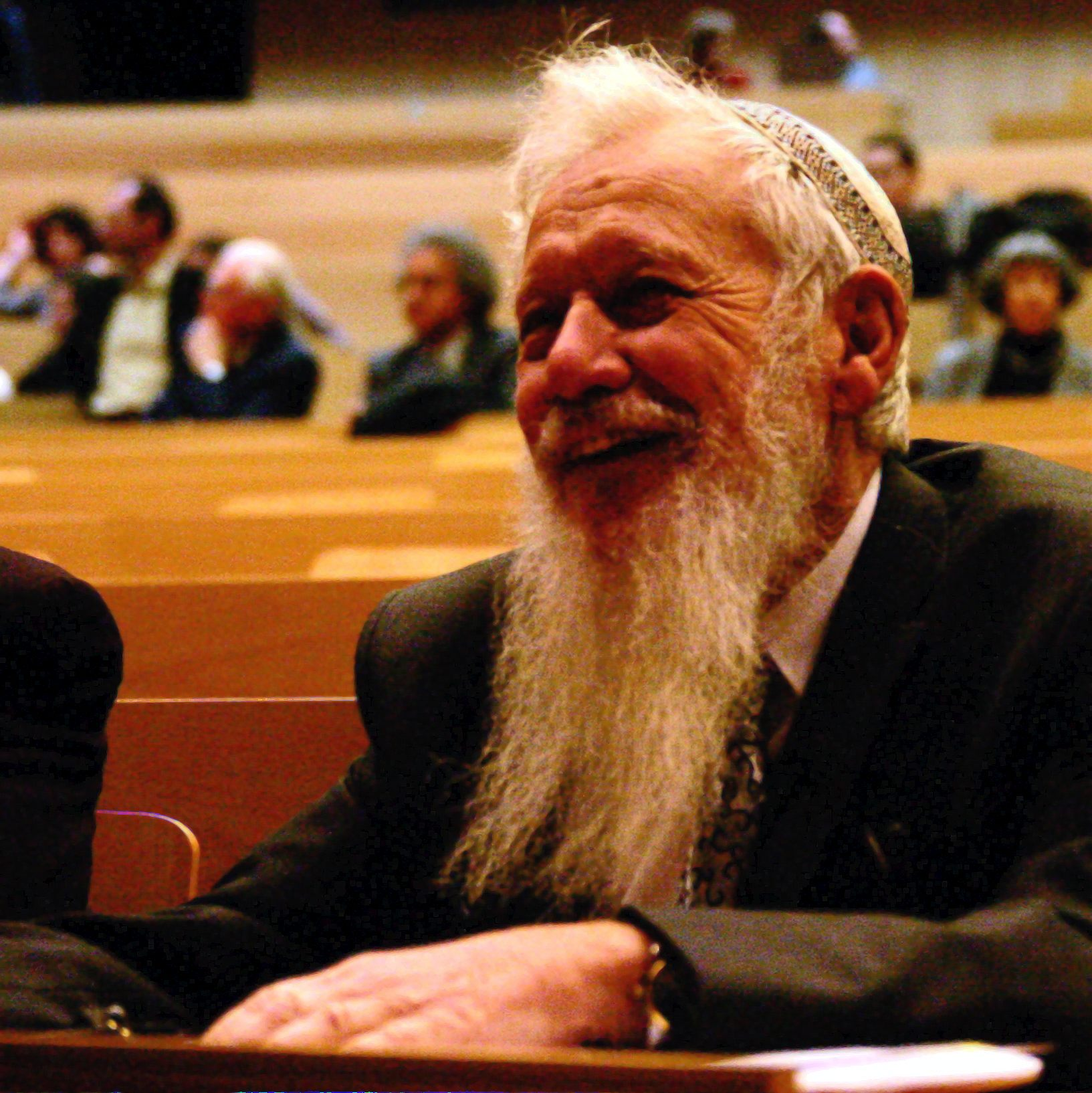
Robert Aumann ontving de Prijs van de Zweedse Rijksbank voor economie (2005) voor "het bevorderen van begrip van conflict en samenwerking door middel van de speltheorie-analyse"

- 2013: Nobelprijs voor Scheikunde: Arieh Warshel
- 2013: Nobelprijs voor Scheikunde: Michael Levitt
- 2011: Nobelprijs voor Scheikunde: Daniel Shechtman
- 2009: Nobelprijs voor Scheikunde: Ada Yonath
- 2005: Prijs van de Zweedse Rijksbank voor economie: Robert Aumann
- 2004: Nobelprijs voor Scheikunde: Aaron Ciechanover
- 2004: Nobelprijs voor Scheikunde: Avram Hershko
- 2002: Prijs van de Zweedse Rijksbank voor economie: Daniel Kahneman
- 1994: Nobelprijs voor de Vrede: Yitzhak Rabin
- 1994: Nobelprijs voor de Vrede: Shimon Peres
- 1978: Nobelprijs voor de Vrede: Menachem Begin
- 1966: Nobelprijs voor Literatuur: Sjmoeël Joseef Agnon

## Winnaars van soortgelijke prijzen
- 2002: Turing Award voor Informatica: Adi Shamir
- 1996: Turing Award voor Informatica: Amir Pnueli
- 1976: Turing Award voor Informatica: Michael Rabin